# Korsnäs (företag)
Korsnäs AB var ett svenskt skogsindustriföretag, baserat i Gävle. Företaget var tidvis börsnoterat, men 1992 köpte Kinnevik AB utestående aktier. I juni 2012 meddelades att Korsnäs och Billerud AB gick samman och bildade Billerud Korsnäs AB. Den köpande parten i affären var formellt Billerud. Under 2013 sålde Kinnevik hela sitt innehav av aktier i Billerud Korsnäs.
Företaget grundades som ett sågverk i Korsnäs i Dalarna 1855. Tillverkningen flyttades till Gävle 1899. Investmentbolaget Kinnevik var den dominerande ägaren från 1936 fram till samgåendet med Billerud. Korsnäs Holding AB är moderbolag till Korsnäs AB och tidigare även för Korsnäs Packaging AB. Korsnäs Packaging AB såldes 2006. Samma år köpte Korsnäs Assi Domäns bruk i Frövifors utanför Örebro. År 2009 köptes även pappersbruket i Rockhammar, som nu levererar sin massa till kartongtillverkningen i Frövifors.
Företagets anläggningar tillverkar bland annat säckpapper, kraftpapper och vätskekartong. Företaget hade cirka 1 700 anställda (inklusive Frövi) och omsatte 12 miljarder kronor 2002. Korsnäs AB var ett exportinriktat företag.

## Historik

### Gävle
Korsnäs Sågverks AB (från 1947 Korsnäs AB) grundades år 1855 i orten Korsnäs utanför Falun och har därifrån även fått sitt namn. Företaget startades som ett sågverk och flyttades till Gävle år 1899. Flytten är en av Sveriges största industriflytter genom historien. Väl på plats i Gävle, som då var en blomstrande industristad, inleddes i Karskär 1910 tillverkning av pappersmassa av sågspillet. Fem år senare (1915) byggdes en sulfatfabrik. År 1925 köptes den första pappersmaskinen för att göra papper av pappersmassan.

## Skogar
På 1870-talet började bolaget köpa skogsmark och 1876 till 1889 samarbetade Korsnäs med företagen Stora Kopparberg och Kopparberg & Hofors Sågverks AB (de så kallade "3-bolagen") om gemensam avverkning.
Efter flytten av sågverket till Gävle började bolaget köpa skogsmark som låg nära den nya lokaliseringsorten. År 1900 köptes det nedlagda Oslättfors bruk med skogar, 1903 Gammelstilla bruks skogar, därefter Gysinge AB:s skogar. År 1907 och 1908 köptes skogsmark av Forsbacka Jernverks AB och Söderfors bruk. 1936 köptes Gimo-Österby Bruks AB:s skogar (80 000 hektar) och Korsnäs blev därigenom en stor skogsägare i norra Uppland. Totalt hade bolaget därmed ca 300 000 hektar, varav två tredjedelar i Dalarna och det övriga i norra Uppland och Gästrikland.
Åren 1932-1951 hade företaget en fabrik i Bomhus för tillverkning av monteringsfärdiga trähus. Under 1930-talet deltog Korsnäs tillsammans med Kooperativa Förbundet (KF) vid bildandet av Karlholms AB i Karlholm för tillverkning av wallboard. Fabriken startade våren 1938. Korsnäs sålde senare sin andel till KF.
År 1950 köptes Stjernsunds Bruk och 1960 Marma-Långrörs AB (och företagsnamnet ändrades till Korsnäs-Marma AB vilket gällde fram till 1987). Markinnehavet var därmed 666 000 hektar, varav 515 000 hektar produktiv skogsmark.
Skogsinnehavet 321 000 hektar såldes ut 2004 då det nya bolaget Bergvik Skog AB bildades. Endast mindre arealer skog och delägande i samfälldheter och allmänningar behölls.

## Vattenkraftverk
Korsnäs var en av delägarna i Krångede AB. När Trävaru ab Dalarne köptes 1929 tillfördes Eldforsens träsliperi vid Västerdalälven. När detta nedlades byggdes i stället Eldforsens kraftverk (1935). Närliggande Hummelforsens kraftverk byggdes 1955. Korsnäs tillfördes vattenkraftverk i Ljusnan vid förvärvet av Marma-Långrör, dels Lottefors kraftverk (byggt 1958), dels andelar i Storåströmmen och Laforsen. I Oreälven byggdes Furudals kraftverk 1942-43 (ombyggdes 1976) och kraftverken Vässinkoski och Noppikoski (1967). Kraftverken tillhör numera Fortum.

## Massa och papper
Från 1910 drev Korsnäs AB en verksamhet baserad på ett sågverk som man samtidigt utvinner massa och tillverkar papper. Verksamheten byggdes ut 1976 med maskinen PM5 och startad kartongtillverkning. År 2002 var det slut på sågverksamheten då det beslutades att Kastets sågverk skulle säljas.
Fyra år senare, år 2006, köpte Korsnäs Assi Domän Cartonboard AB i Frövi och ytterligare tre år efter det köptes Rockhammar in i koncernen. 

### Frövi
Det är oklart när Frövifors bruk grundades. Det äldsta dokumentet om produktion på bruket är från 1558, då en stångjärnshammare anlades där Korsnäs Frövi ligger idag. Detta skedde troligen på begäran av Sveriges dåvarande kung Gustav Vasa. Troligen bedrevs även förindustriell verksamhet kring järnhantering där redan under medeltiden. Det var dock i mitten av 1500-talet som den industriella verksamheten tog fart. De fanns ett vattenfall i brukets närhet som användes som energikälla till ett järnbruk som senare blev ett massa- och pappersbruk. 
Frövifors historia kan delas in i tre stora epoker. Första epoken innebar järnframställning. Under 1600- och 1700-talet blir Sverige en av de stora producenterna av stångjärn i Europa. Skogen använde man sig under den här perioden av för att producera träkol som sedan användes i tillverkningsprocessen. I början av 1800-talet sjönk dock användningen av träkol till förmån för stenkol vilket resulterade i att bruket i Frövis betydelse som järnproducent successivt minskade. 
År 1889 ersattes järnproduktionen av pappers- och massatillverkning. 
Den tredje epoken tog vid år 1981, efter att en investering på 900 miljoner genomförts ned en högteknologisk kartongfabrik, vilken var   en av Europas största.

### Rockhammar
Stensta bruk som det tidigare hette anlades år 1548 och redan på 1550-talet framställdes där stål. Rockhammar utvecklades där till ett storföretag som drev ett tiotal hammarverk. De ägde även skog- och gruvrätter för att försäkra sig om leveranser av malm och träkol.
Skiftet från stålproduktion till trä- och pappersindustri tog plats strax efter sekelskiftet 1899-1900. Här uppfanns en kemisk-mekanisk pappersmassa som än idag är en världsprodukt som flera fabriker producerar. Rockhammar har idag en produktionskapacitet på 90 000 ton CTMP-massa. Denna massa används i produktionen på Korsnäs bruk i Frövi.

## Företagsledning
Kassadirektörer 1855–1891 och verkställande direktörer från 1891:
- 1855 Chr. Leonard Schoulz
- 1856–1869 Wilhelm Elfbrink
- 1869–1890 J.W. (Janne) Petre
- 1890–1893 John Rettig
- 1894–1908 Bernhard Martin
- 1909–1923 Gerdt Zimmerman
- 1924–1942 Wilhelm Ekman
- 1942–1959 Erik W. Eriksson
- 1959–1970 Göran Lindblom
- 1970–1986 Nils Landqvist
- 1986– Lennart Ahlgren
- 2001–2005 Per Lindberg
- 2005–2008 Peter Sandberg
- 2008–2012 Christer Simrén